# آدریان لی
آدریان لی (متولد ۹ سپتامبر ۱۹۵۷، لندن، انگلستان)  یک موسیقیدان انگلیسی است که به خاطر آثارش در چندین گروه موسیقی شناخته‌شده دهه ۱۹۸۰ شناخته می‌شود. لی اولین بار در اواخر دهه 1970 به عنوان گیتاریست با گروه رد هات به شرکت فونوگرام رکوردز قرارداد بست. آنها یک تک آهنگ به نام "LL-Lazy Days" (1976) منتشر کردند که توسط مات لانگ تهیه شده بود. 
اخیراً، لی روی موسیقی فیلم‌هایی مانند تسویه حساب ، مدالیون و روز تعلیم کار کرده است.  